# Transport w Niemczech

Systemy metra, tramwajowe i trolejbusowe w Niemczech

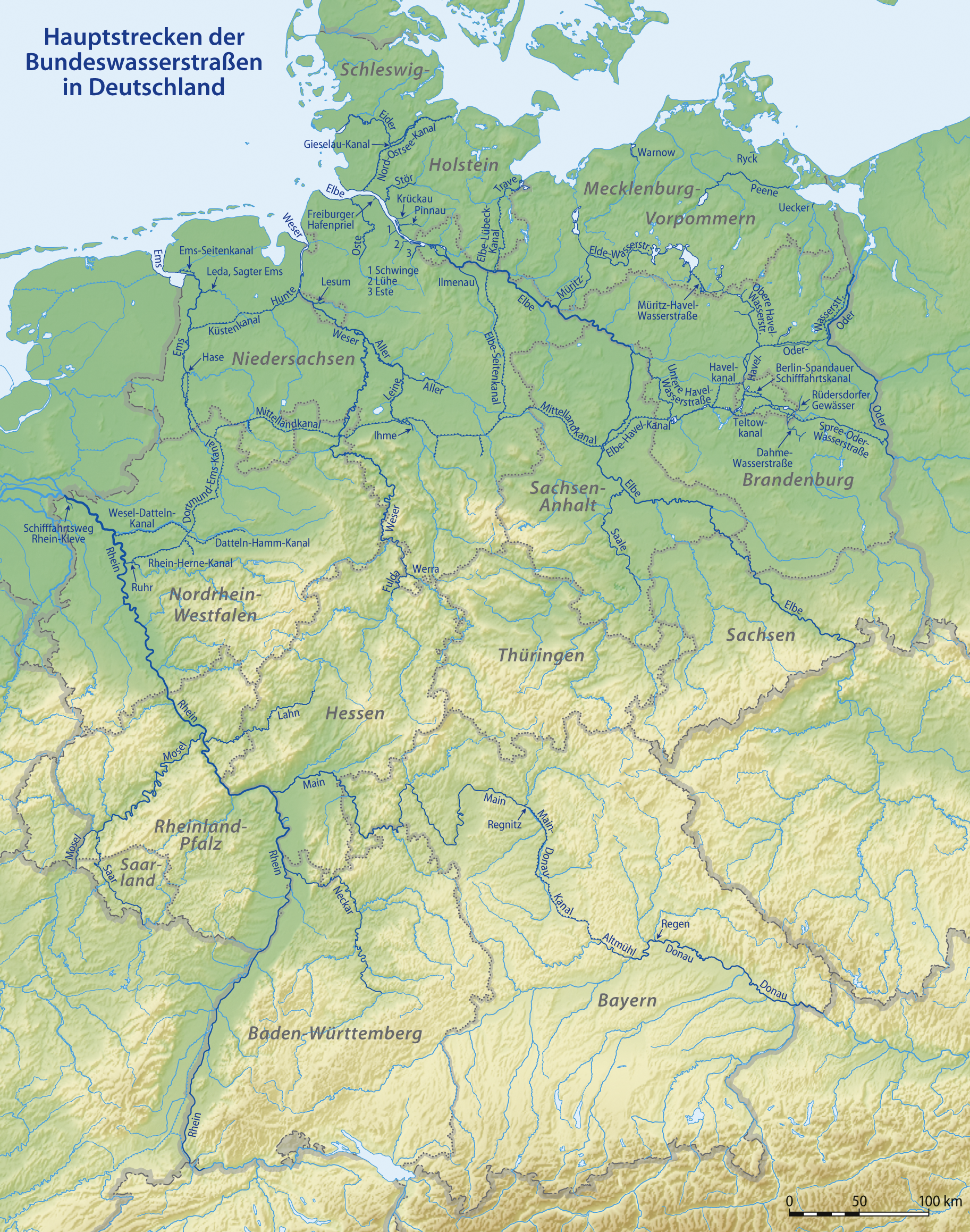
Bundeswasserstraßen w Niemczech

Transport w Niemczech – system transportu działający na terenie Niemiec.
RFN posiada rozwinięty system transportowy (ponad 640 tys. km dróg, w tym ponad 13 tys. km autostrad i ponad 38 500 km linii kolejowych) oraz nowoczesną sieć łączności telefonicznej.

## Transport lotniczy
Największe lotnisko Niemiec znajduje się we Frankfurcie nad Menem. Inne ważne porty lotnicze to: Monachium, Berlin, Hamburg, Düsseldorf i Kolonia/Bonn.

## Transport wodny
Sieć śródlądowych dróg wodnych o długości 7,3 tys. km nie jest zbyt gęsta (najważniejszy port rzeczny to Duisburg).
Żegluga śródlądowa w Niemczech odbywa się głównie po Renie i jego dopływach (Mozela i Men).
Istotne kanały to: Północno-Bałtycki, Wezera-Łaba, Men-Dunaj, Łaba-Hawela.
Najważniejsze porty morskie: Hamburg, Wilhelmshaven, Brema oraz Lubeka, Rostok i Stralsund.
W Niemczech zlokalizowanych jest 24 portów morskich, oraz 250 śródlądowych.